# Себастиано Ерицо
Себастиано Ерицо (на италиански: Sebastiano Erizzo) е италиански писател, нумизмат и политик.
Роден е на 19 юни 1525 година във Венеция в патрицианско семейство. Участва активно в обществения живот на Венецианската република, като става член на Сената и Съвета на десетте. Активен колекционер на антики, той е автор на първата италианска книга по нумизматика, както и на сборник с новели и преводи на класически автори.
Себастиано Ерицо умира на 5 март 1585 година във Венеция.